# Північно-Східна Земля
Північно-східна Земля (норв. Nordaustlandet) — незаселений острів у складі архіпелагу Шпіцберген, розташований в північно-східній його частині. При площі 14 443 км² є другим за величиною островом архіпелагу.

## Географія та клімат
Поверхнею Північно-східної Землі є плоскогір'я заввишки до 700 м. На північному березі острова є безліч фйордів. Близько 14 443 км² (76 % території острова), покрито льодовиками, що досягають товщини 564 м. Інша частина острова є арктичною тундрою, рослинність обмежена мохами і лишайниками. За площею острів займає 58-ме місце у світі.